# John Heijning

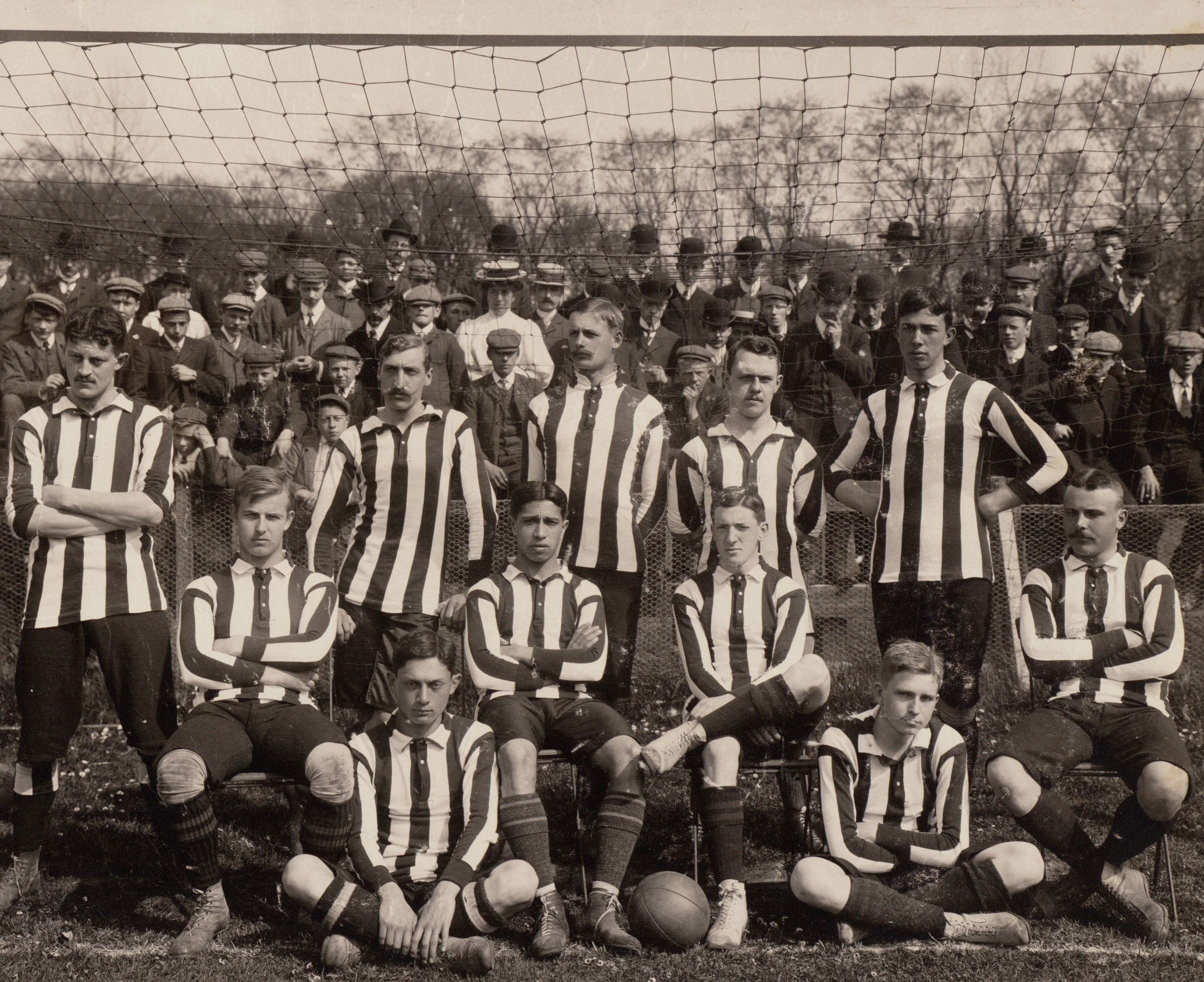
Heijning in het Nederlands elftal 1907 (zittend 2e van rechts)

Johannes ("John") Cornelis Heijning (Den Haag, 12 december 1884 – Hilversum, 19 mei 1947) was een Nederlands voetballer en ambtenaar. Zijn achternaam werd ook als Heyning geschreven en abuisievelijk ook als Heijting vermeld.
Hij speelde als verdediger voor de Haagse club HVV. Tussen 1907 en 1912 speelde Heijning acht wedstrijden voor het Nederlands voetbalelftal. Hij maakte ook deel uit van de selectie voor de Olympische Zomerspelen in 1908 maar kwam daarbij niet in actie en kreeg geen bronzen medaille uitgereikt.
Heijning, die rechten gestudeerd had, was directeur van de N.V. Nederlandsch Zuid-Afrikaansche Stoomvaartmaatschappij (Holland-Zuid-Afrika lijn). Vanaf 1926 tot aan zijn overlijden was hij werkzaam als secretaris-generaal bij de Rijks Verzekeringsbank. In 1937 werd hij onderscheiden als Ridder in de Orde van de Nederlandse Leeuw. Hij was gehuwd met mevrouw M.E. Fransen van de Putte. Hij werd in Den Haag begraven op Oud Eik en Duinen.